# Burchia
Burchia is een geslacht van weekdieren uit de klasse van de Gastropoda (slakken).

## Soorten
- Burchia redondoensis (T. Burch, 1938)
- Burchia spectabilis Sysoev & Taylor, 1997